# Antões
Antões é uma localidade portuguesa situada entre Moita do Boi e Guia, na freguesia de Louriçal, Município de Pombal, Leiria.

## Significado do nome
- Etimológico: Antões deriva da palavra Antão (nome próprio).
- Popular: Antigamente existiam poucas famílias, pois era uma região relativamente pequena. A família que mais realçou tinha o apelido de Antão e falava-se muito de Antões.

A Rua dos Celões ou Rua da Lagoa chama-se assim porque aquela zona estava inundada de água, dando uma ideia de mar.

## História
Antões já teve outros nomes tais como Casal de Antoins e Antoens. Em 1811 morreram 7 pessoas na Revolução Francesa. Em 1836 existiam 38 casas nos Antões.